# Le Feu au couvent
Pour plus de détails, voir Fiche technique et Distribution.
Le Feu au couvent est un film muet français réalisé par Gaston Benoît et Georges Monca, sorti en 1911.
Le scénario du film est une adaptation de la pièce Le Feu au couvent de Théodore Barrière (1823-1877), comédie en un acte, représentée pour la première fois au Théâtre-Français, à Paris, le 13 mars 1860.

## Fiche technique
- Titre : Le Feu au couvent
- Réalisation : Gaston Benoît, Georges Monca
- Scénario : d'après la pièce Le Feu au couvent de Théodore Barrière
- Photographie :
- Montage :
- Société de production : Société cinématographique des auteurs et gens de lettres (S.C.A.G.L)
- Société de distribution : Pathé Frères
- Pays d'origine :  France
- Langue : français
- Métrage : 240 mètres
- Format : Noir et blanc — 35 mm — 1,33:1 — Muet
- Genre :  Film dramatique, Mélodrame
- Durée : 8 minutes
- Dates de sortie : 
  -  France : 13 octobre 1911

## Distribution
- Georges Tréville : Monsieur d'Avenay
- Catherine Fonteney : Mademoiselle de Serney
- Cécile Guyon : Adrienne d'Avenay
- Maurice Luguet
- Roger Monteaux
- Gaston Prika
- Armand Lurville
- Fernand Tauffenberger
- Marie Dubuisson
- Gabrielle Chalon
- Émile André
- Cécile Barré
- Henri Fouchet
- Pauline Patry
- Gaston Benoît
- Mazhiel
- Anthony